# Маргарита д’Энгиен
Маргарита д’Энгиен (фр. Marguerite d’Enghien; 1365 — после 1397) — графиня Бриенна и Конверсано, дама д’Энгиен и де Бовуа.
Старшая дочь Луи д’Энгиена и Джованны Сансеверино. После смерти брата, Антуана, умершего в 16-летнем возрасте, стала наследницей отца.
Ещё подростком успела дважды побывать замужем — за Пьером де Бо (Pierre des Baux, его происхождение не выяснено) и родственником своей матери Джакопо Сансеверино. Оба супруга умерли вскоре после свадьбы.
Третьим её мужем в 1380 году стал Жан де Люксембург, сир де Бовуар (1370—1397), сын графа Ги де Сен-Поля и Маго де Шатильон. Дети:
- Пьер де Люксембург (1390—1433), граф де Сен-Поль, де Бриенн и де Конверсано;
- Жан II де Люксембург-Линьи (1392—1441), граф де Линьи, сеньор де Бовуар;
- Луи де Люксембург (ум. 1443), архиепископ Руана (1437), кардинал (1439);
- Катерина де Люксембург;
- Жанна де Люксембург (ум. 1420), жена Луи де Гистелля и виконта Жана IV де Мелёна.

После смерти отца (17 марта 1394) Маргарита унаследовала его владения — графства Бриенн и Конверсано и сеньорию Энгиен.
Её завещание датировано 19 сентября 1397 года и составлено в Сицилии. Точная дата смерти не известна. Вероятно, она пережила мужа (учитывая рождение 5 детей начиная с 1390 года), но не намного.